# البدع (الرس)
البدع أو (الجريده)، قرية سعودية، تقع شمال قصر بن عقيل التابع لمحافظة الرس في منطقة القصيم. وتبعد عن الرس قرابة 30 كلم، وعن قصر بن عقيل مسافة 17 كلم.